# Gornji Karin
Gornji Karin es una localidad de Croacia en el ejido de la ciudad de Obrovac, condado de Zadar.

## Geografía
Se encuentra a una altitud de 15 m s. n. m. a 285 km de la capital nacional, Zagreb.

## Demografía
En el censo 2011 el total de población de la localidad fue de 1125 habitantes.
| Gráfica de población de Gornji Karin 1857-2011                      |
|                                                                     |
| Según los censos de población de la oficina estadística de Croacia. |